# Herb powiatu poznańskiego
Herb powiatu poznańskiego – jeden z symboli powiatu poznańskiego, autorstwa Jerzego Bąka, ustanowiony 4 stycznia 2001.

## Wygląd i symbolika
Herb przedstawia na tarczy w polu błękitnym postacie świętych w białych szatach: Święty Piotr (z kluczem) po heraldycznej lewej i Święty Paweł z Tarsu (z mieczem) po heraldycznej prawej (symbol z herbu Poznania). Pomiędzy świętymi znajdują się złote skrzyżowane klucze na czerwonej tarczy, nad którymi widnieje złota rozeta.